# Leucocnemis variabilis
Leucocnemis variabilis är en fjärilsart som beskrevs av Barnes och Mcdunnough 1918. Leucocnemis variabilis ingår i släktet Leucocnemis och familjen nattflyn. Inga underarter finns listade i Catalogue of Life.